# Geophis isthmicus
Geophis isthmicus este o specie de șerpi din genul Geophis, familia Colubridae, descrisă de Boulenger 1894. Conform Catalogue of Life specia Geophis isthmicus nu are subspecii cunoscute.